# Ariadna clavata
Espèce
Ariadna clavata est une espèce d'araignées aranéomorphes de la famille des Segestriidae.

## Distribution
Cette espèce est endémique d'Australie-Méridionale. Elle a été découverte sur l'île Kangourou, dans la péninsule Fleurieu et dans la chaîne du Mont-Lofty.

## Description
La carapace du mâle holotype mesure 3,5 mm de long et l'abdomen 3,9 mm et la carapace de la femelle paratype mesure 3,8 mm de long et l'abdomen 4,6 mm.

## Publication originale
- Marsh, Baehr, Glatz & Framenau, 2018 : New species of tube web spiders of the genus Ariadna from South Australia (Araneae, Segestriidae). Evolutionary Systematics, vol. 2, p. 137-149.